# نظام غذائي خال من الذرة
النظام الغذائي الخالِ من الذرة هو نظام يستبعد جميع الأطعمة التي تحتوي في تكوينها على الذرة. بالرغم من أن الحساسية تجاه الذرة نادرة، لكن الإصابة بحساسية الذرة قد تكون شديدة وقد تحدث نتيجة تناول الذرة نيء أو مطبوخ أو نتيجة تناول المنتجات التي تحتوي على الذرة. يمكن تفادي أعراض حساسية الطعام من خلال تجنب الأطعمة التي تسبب الحساسية، وبالتالي اتباع نظام غذائي خالِ من الذرة إذا تم تشخيص الإصابة بـمرض حساسية الذرة. قد يكون من الصعب اتباع نظام غذائي خالِ من الذرة نظراً لأن الذرة ومنتجات الذرة توجد عادة في جميع الأطعمة حول العالم.

## الأطعمة التي تحتوي على الذرة
الأطعمة المذكورة معروفة باحتمالية احتوائها على الذرة. إن قراءة ملصقات التبيين الموسومة على المواد الغذائية هي إحدى الطرق للتأكد ما إذا كان المنتج يحتوي على الذرة أم لا. قراءة المكونات على الغلاف بعناية والتواصل مع شركات تصنيع الأغذية للاستفسار عن أي شيء سيساعد الفرد لتجنب تناول الذرة بدون قصد.
المكونات التي يجب تفاديها تشمل ما يلي:
- الذرة النيء أو المطبوخ.
- نشا الذرة.
- شراب الذرة.
- دقيق الذرة.
- زيت الذرة/ الزيوت النباتية.

يمكن أن يقدم الذرة أيضاً في الأطعمة المعلبة التالية:
- الحبوب.
- الحلوى.
- المربى.
- المشروبات.
- الصلصة.
- الوجبات الخفيفة.
- الفواكه المعلبة.
- اللحوم الجاهزة أوالمجمدة مثل النقانق.
- مسحوق الفانيلا.
- الأطعمة النشوية المعدلة.
- الخل.